# Purdue Fort Wayne Mastodons
Purdue Fort Wayne Mastodons, hasta 2018 conocidos como IPFW Mastodons (español: los Mastodontes de Purdue Fort Wayne) es el nombre de los equipos deportivos de la Universidad Purdue Fort Wayne, situada en Fort Wayne, Indiana. Los equipos de los Dons participan en las competiciones universitarias organizadas por la NCAA, y forman parte desde 2020 de la Horizon League, excepto en voleibol masculino, que pertenecen a la Midwestern Intercollegiate Volleyball Association. Con anterioridad habían sido miembros de la Great Lakes Valley Conference de la División II de la NCAA y The Summit League de la División I.

## Programa deportivo
Los Mastodons compiten en 8 deportes masculinos y en 8 femeninos:
| - Masculino - Atletismo - Atletismo cubierta - Baloncesto - Béisbol - Cross - Fútbol - Golf - Voleibol | - Femenino - Atletismo - Atletismo cubierta - Baloncesto - Cross - Fútbol - Golf - Sóftbol - Voleibol |

## Instalaciones deportivas
- Hilliard Gates Sports Center es el pabellón donde disputan sus competiciones los equipos de baloncesto y voleibol. Tiene una capacidad para 2.300 espectadores.[1]

- Mastodon Field es el estadio donde disputan sus encuentros el equipo de béisbol. Fue remodelado en 2010 y tiene una capacidad para 200 espectadores sentados.[2]